# 투구성게
투구성게(영어: helmet urchin)는 만두성게과의 성게의 일종이다. 하와이어로는 카우팔리(kaupali)라고 하는데, "절벽에 달라붙는 것"이라는 뜻이다. 인도태평양, 특히 하와이 해안의 조간대에 자생한다.
진한 밤색이며, 삿갓조개처럼 반구형으로 생겼다. 최대 소프트볼 정도 크기까지 자랄 수 있지만, 그만큼 자라는 일은 드물다. 배면에는 가시가 부드러운 폴리곤형 판갑으로 변형되었고, 가장자리를 따라 역시 가시가 변형된 넓적하고 무딘 촉수가 붙어 있다. 복면에는 관족이 무수히 많아서 얼핏 보면 성게보다는 불가사리 같다. 투구성게의 관족은 극피동물 중 가장 강력한 축에 속해서, 파도에 두들겨 맞으면서도 바위에 붙어 살아갈 수 있다.